# 3690 Larson
3690 Larson este un asteroid din centura principală, descoperit pe 3 august 1981 de Edward Bowell.